# Мартыненко, Александр Николаевич
Алекса́ндр Никола́евич Мартыне́нко (род. 22 июля 1989, Донецк) — украинский трековый и шоссейный велогонщик, выступавший на профессиональном уровне в период 2006—2013 годов. Чемпион мира среди юниоров в гонке по очкам, серебряный призёр чемпионата Европы, участник многих шоссейных соревнований в составе донецкой континентальной команды ISD, победитель «Гран-при Москвы» 2010 года. Мастер спорта Украины международного класса.

## Биография
Александр Мартыненко родился 22 июля 1989 года в городе Донецке Украинской ССР. Серьёзно заниматься велоспортом начал с детства, проходил подготовку под руководством заслуженного тренера Украины Николая Мирчановича Мырзы.
Первого серьёзного успеха на международной арене добился в 2006 году, когда вошёл в состав украинской национальной сборной и одержал победу в гонке по очкам на трековом чемпионате мира среди юниоров в Генте. При этом на европейском юниорском первенстве в Афинах стал в той же дисциплине серебряным призёром, уступив россиянину Максиму Покидову. В то же время присоединился к созданной в Донецке велокоманде ISD-Sport-Donetsk, имевшей континентальный статус.
Начиная с 2007 года выступал преимущественно в шоссейных соревнованиях в составе ISD, в частности проехал многодневную гонку высшей категории La Coupe du Président de la Ville de Grudziądz в Польше, где в генеральной классификации пропустил вперёд только поляка Михала Квятковского и словака Петера Сагана.
В 2008 году отметился выступлением на шоссейном чемпионате Европы в Италии, где занял 44 место в молодёжном зачёте.
В 2009 году в числе прочего финишировал третьим на «Мемориале Олега Дьяченко», стал девятым в генеральной классификации «Тура Скейского края», проехал многодневные гонки «Пять колец Москвы» и «Тур Дании». Получил бронзовую медаль в гонке-критериуме в зачёте украинского национального первенства.
Одержал победу на «Гран-при Москвы» 2010 года, был лучшим на двух этапах «Гран-при Адыгеи».
В 2012 году в числе прочего выступал на «Туре Китая», «Туре Кореи» и «Туре Азербайджана». Финишировал вторым в гонке Race Horizon Park в Киеве.
Последний раз выступал на профессиональном уровне в сезоне 2013 года, с командой ISD побывал на многих шоссейных соревнованиях, в том числе показал третий результат на «Гран-при Москвы», стал вторым в очковой классификации многодневки «Пять колец Москвы», закрыл десятку сильнейших на «Мемориале Олега Дьяченко», выступил на «Гран-при Сочи», «Гран-при Донецка» и других гонках.
В связи с обострением ситуации на Донбассе в 2014 году завершил спортивную карьеру и вместе с семьёй переехал на постоянное жительство в Новосибирск. Работает детским тренером по велоспорту в новосибирском Центре циклических и экстремальных видов спорта.
За выдающиеся спортивные достижения удостоен почётного звания «Мастер спорта Украины международного класса».